# Carl Emil Englund
Carl Emil Englund, född 13 augusti 1903 i Norsån, Grangärde församling, död 19 december 1964 i Nälsta, Stockholms stad, var en svensk författare som brukar räknas till proletärdiktarna. Englund debuterade 1925 med Gryning på Brands förlag.
Englund, som var uppvuxen i Alfta finnskogar, arbetade som skogsarbetare och gårdfarihandlare innan han flyttade till Stockholm där han fick anställning som butiksbiträde och senare föreståndare för en konsumbutik i Tangen. Därefter blev han föreståndare för Konsums bokförmedling. När han kom till Stockholm 1922 tog han kontakt med de anarkistiska kretsarna kring tidningen Brand och dess redaktör C. J. Björklund. Han började medverka i tidningen med artiklar och dikter. Tillsammans med Artur Lundkvist skrev han i denna tidning ett litterärt manifest: Gröna viljor. Englund öppnade i Brands spalter möjlighet för många av den tidens unga författare att skriva. 
Englund satt i styrelsen för Sveriges författareförening under åren 1948–1964 samt deltog som representant för Sveriges författareförening i den Edenmanska bokutredningen från 1948. Denna ledde fram till biblioteksersättning för författare vars böcker lånas på bibliotek.
Boklotteriet inrättades 1948 på Englunds initiativ med syfte att förbättra den ekonomiska situationen för författare. Englund var Boklotteriets föreståndare under åren 1948–1964. År 1965 ombildades Boklotteriet till Litteraturfrämjandet.
Carl Emil Englund-priset, som delades ut mellan åren 1965 och 1991, instiftades till hans minne.
År 2004 anordnade Kungliga Biblioteket en minnesutställning över Englund och Boklotteriet.
Sedan 1999 finns ett Carl-Emil Englund-sällskap.

## Priser och utmärkelser
- 1949 – Tidningen Vi:s litteraturpris
- 1962 – ABF:s litteratur- & konststipendium